# Calenduleae
Die Tribus Calenduleae  gehört zur Unterfamilie Asteroideae innerhalb der Familie der Korbblütler (Asteraceae). Sie enthält etwa zwölf Pflanzengattungen mit etwa 110 bis 120 Arten und gehört damit zu den kleineren Tribus der Asteraceae.

## Beschreibung

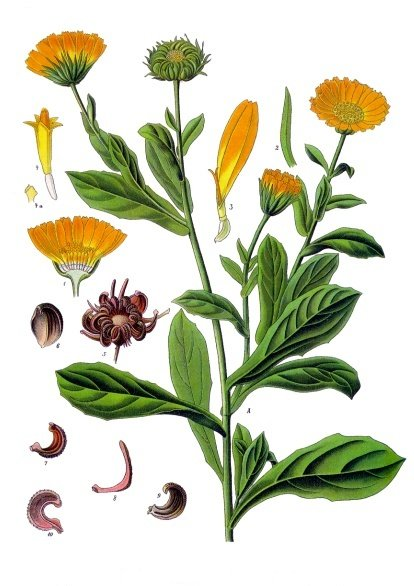
Ringelblume (Calendula officinalis): Illustration in Franz Eugen Köhler: Köhler's Medizinal-Pflanzen, 1887

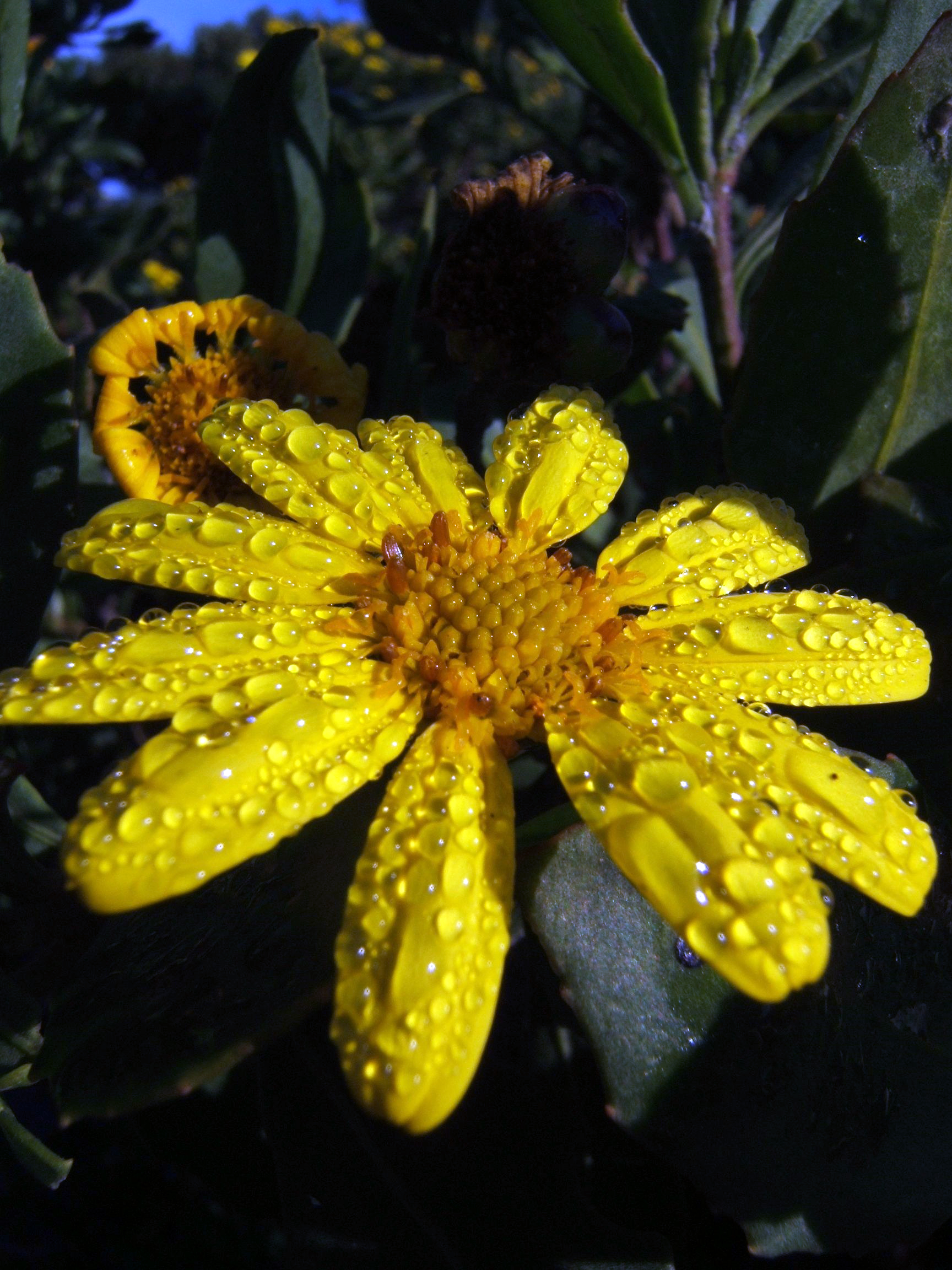
Blütenkorb von Chrysanthemoides monilifera mit Zungen- und Röhrenblüten

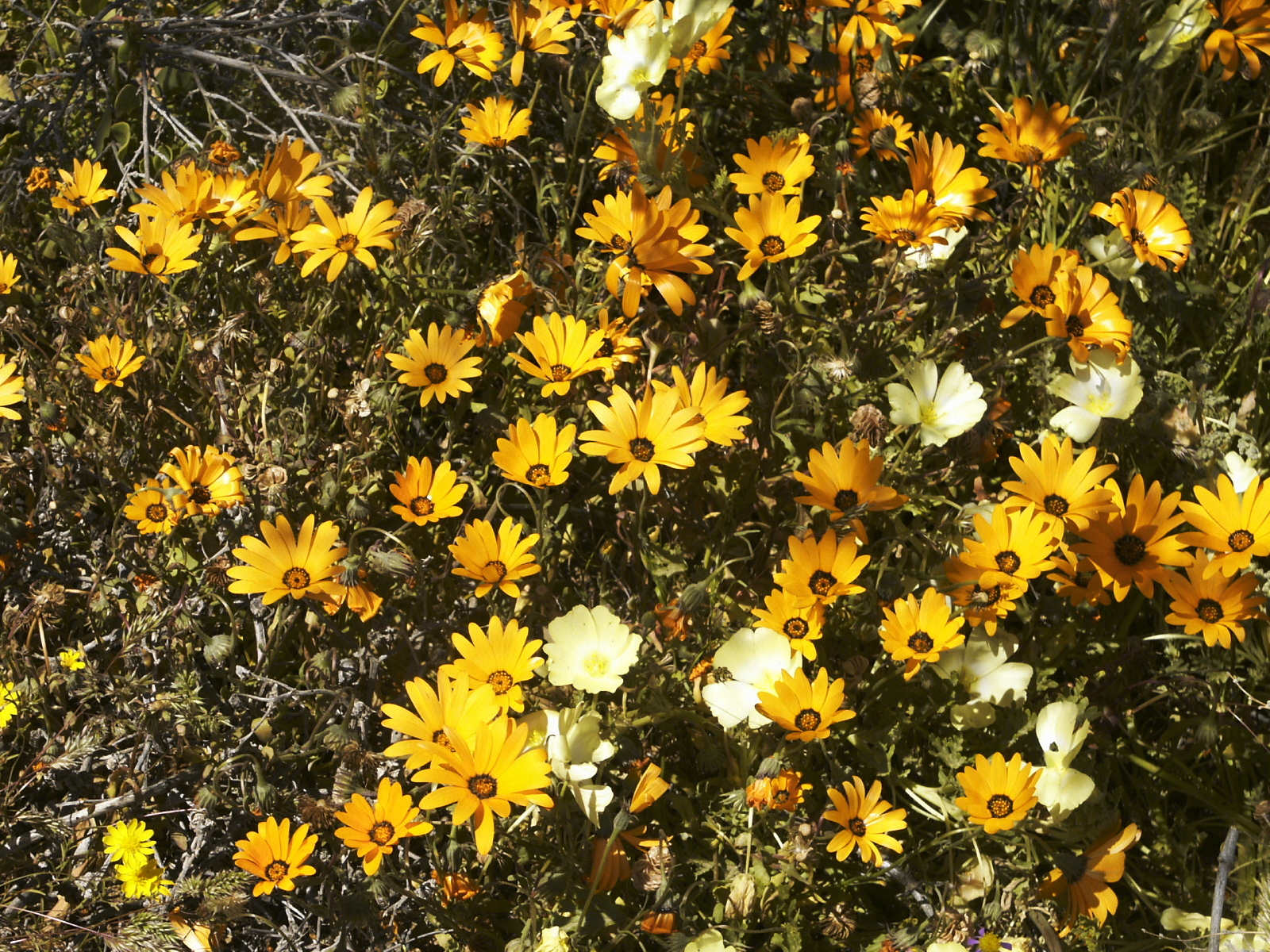
Monoculus hyoseroides, Syn.: Osteospermum hyoseroides, Tripteris hyoseroides

### Erscheinungsbild und Laubblätter
Es sind meist ein-, zweijährige oder ausdauernde krautige Pflanzen, seltener verholzende Pflanzen: Halbsträucher, Sträucher oder Bäume. Einige Arten sind Xerophyten. 
Die meist wechselständig, manchmal in Rosetten, meist am Stängel verteilt, selten gegenständig angeordneten Laubblätter sind gestielt oder ungestielt mit meist einfacher, selten geteilter Blattspreite. Der Blattrand ist glatt, gezähnt oder manchmal gelappt.

### Blütenstände und Blüten
Die körbchenförmigen Blütenstände stehen einzeln oder in verzweigten, doldentraubigen Gesamtblütenständen zusammen. Die ungestielten oder gestielten Blütenkörbchen sind scheibenförmig. Die mehr oder weniger gleichgestaltigen Hüllblätter stehen in meist zwei, selten ein oder drei Reihen; sie sind meist frei oder selten verwachsen; sie besitzen meist papierartige Ränder und Spitzen und umschließen das Blütenkörbchen, selten sind sie fleischig. Der flache bis selten kegelförmige Korbboden ist meist kahl, selten mit Spreublättern. Im Korb befinden sich radiärsymmetrische Röhrenblüten, sogenannte Scheibenblüten, und am Rand ein bis mehr als zwei Reihen zygomorphe Zungenblüten, sogenannte Strahlenblüten. Es gibt bei einigen Arten Sorten mit mehr oder weniger gefüllten Blütenkörben; dann sind mehr bis alle Blüten Zungenblüten.
Die Farben der Kronblätter reichen von gelb bis orangefarben oder von weiß bis verschiedenen Blautönen, manchmal besitzen die Außen- und Innenseiten verschiedene Farben. Die Zungenblüten sind weiblich und fertil mit zwei Griffelästen, selten steril; die Kronröhre ist kurz und die Zunge endet in einer dreizähnig. Die fünfzähligen, fertilen Röhrenblüten sind zwittrig oder funktional männlich. Ihre Kronblätter sind röhrig, trichter- bis glockenförmig verwachsen mit vier oder fünf Kronlappen. Es sind vier oder fünf Staubblätter mit gerader Staubfadenröhre vorhanden. Die an ihrer Basis mehr oder weniger geschwänzten Staubbeutel besitzen Anhängsel. Der Griffel besitzt zwei Griffeläste, die manchmal mit 0,5 bis 1 mm sehr kurz sind. Am Griffel sind Anhängsel erkennbar oder nicht.

### Früchte
Sehr typisch für diese Tribus ist, dass meist die Achänen in einem Fruchtstand alle unterschiedlich sind in Form und Größe. Die Achänen können gerade, gekrümmt, gebogen bis geringelt (Name Ringelblume!) oder gekeult sein; sie können säulenartig bis prismatisch sein, manchmal abgeflacht, manchmal schnabelartig, manchmal kantig, meist mit warziger oder gerippter, selten glatter Oberfläche. Als Besonderheit sind die Früchte bei Chrysanthemoides blau-schwarz und steinfruchtartig. In dieser Tribus ist sehr selten ein Pappus vorhanden.

## Verbreitung
Die Tribus Calenduleae hat ihre Hauptverbreitung in Afrika. Außerdem gibt es einige Arten auf atlantischen Inseln, Europa (Mittelmeerraum) und im südwestlichen Asien bis Iran als östliche Begrenzung. Es gibt zwei Zentren der Artenvielfalt: die Capensis und der gesamte Mittelmeerraum. Einige Arten werden als Zierpflanzen weltweit kultiviert und einige davon sind in vielen Gebieten der Welt verwildert (Neophyten).

## Systematik
Die Tribus Calenduleae gehört zu den kleinen Tribus der Familie und enthält etwa zwölf Gattungen (früher nur acht) mit 110 bis 120 Arten:
- Ringelblumen (Calendula L.): Sie enthält weltweit etwa 15 Arten.
- Chrysanthemoides Fabr.: Die nur zwei Arten sind von der Capensis bis ins östliche Afrika verbreitet.[3]
- Kapringelblumen (Dimorphotheca Moench): Die etwa 19 Arten sind von der Capensis bis Angola verbreitet.
- Garuleum Cass.: Die etwa acht Arten kommen in der Capensis vor.[4][3]
- Gibbaria Cass.: Die nur zwei Arten kommen in der Capensis vor.[3]
- Inuloides B.Nord.: Die enthält nur eine Art:
  - Inuloides tomentosa (L. f.) B.Nord.: Sie kommt in der südwestlichen Capensis vor.[3]
- Monoculus B.Nord.: Die nur zwei Arten kommen in Südafrika vor.[3]
- Nephrotheca B.Nord. & Källersjö (2006 neu veröffentlichte Gattung): Sie enthält nur eine Art:
  - Nephrotheca ilicifolia (L.) B.Nord. & Källersjö: Sie kommt in der Capensis vor.
- Norlindhia B.Nord.: Die etwa drei Arten kommen in Südafrika vor.[3]
- Oligocarpus Less. (früher in Osteospermum): Die enthält eine oder bis zu vier Arten.
- Kapkörbchen (Osteospermum L.): Die etwa 45 Arten sind in Afrika und der Arabischen Halbinsel verbreitet, davon 35 in der Capensis.[5][3]
- Tripteris Less. (früher in Osteospermum): Die etwa 22 Arten sind in Afrika und der Arabischen Halbinsel verbreitet, davon 20 in der Capensis.[6][3]

## Bilder
Ringelblume (Calendula officinalis):

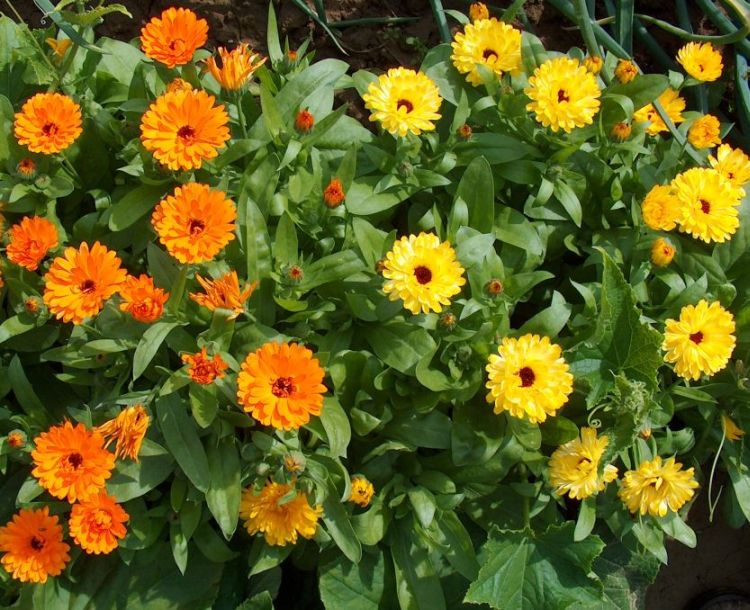
Die Sorten der Ringelblume sind sowohl Heil- als auch Zierpflanzen.
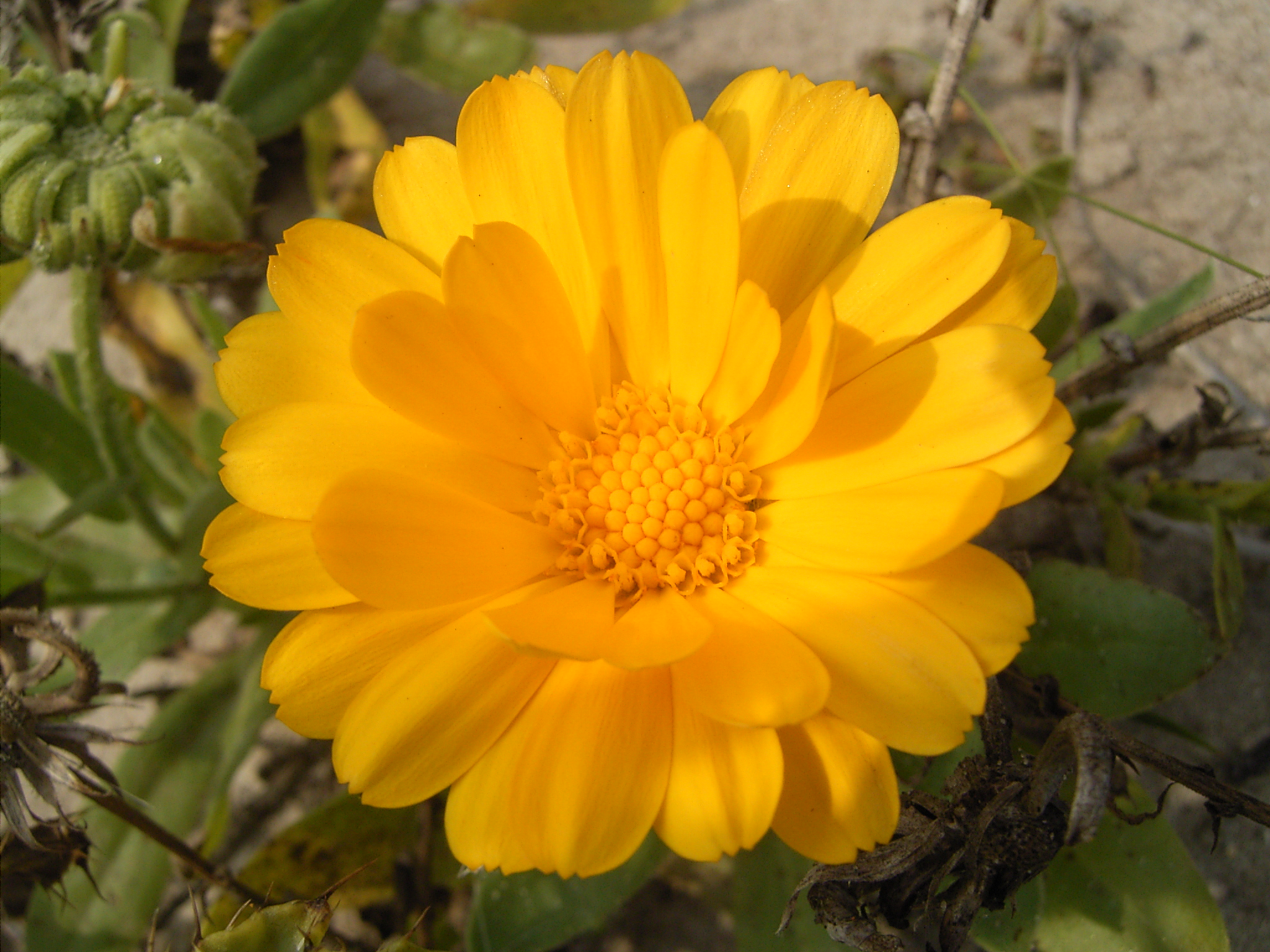
Details des Blütenkörbchens
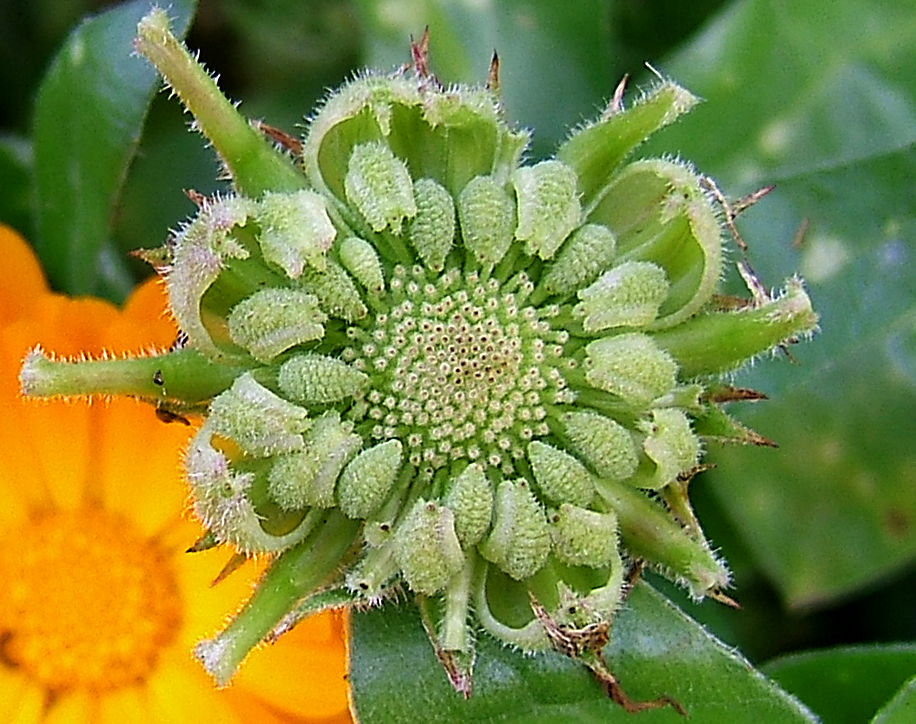
Fruchtstand: die Achänen in jedem Fruchtstand sind in Größe und Form unterschiedlich.

Kapkörbchen (Dimorphotheca-Arten):

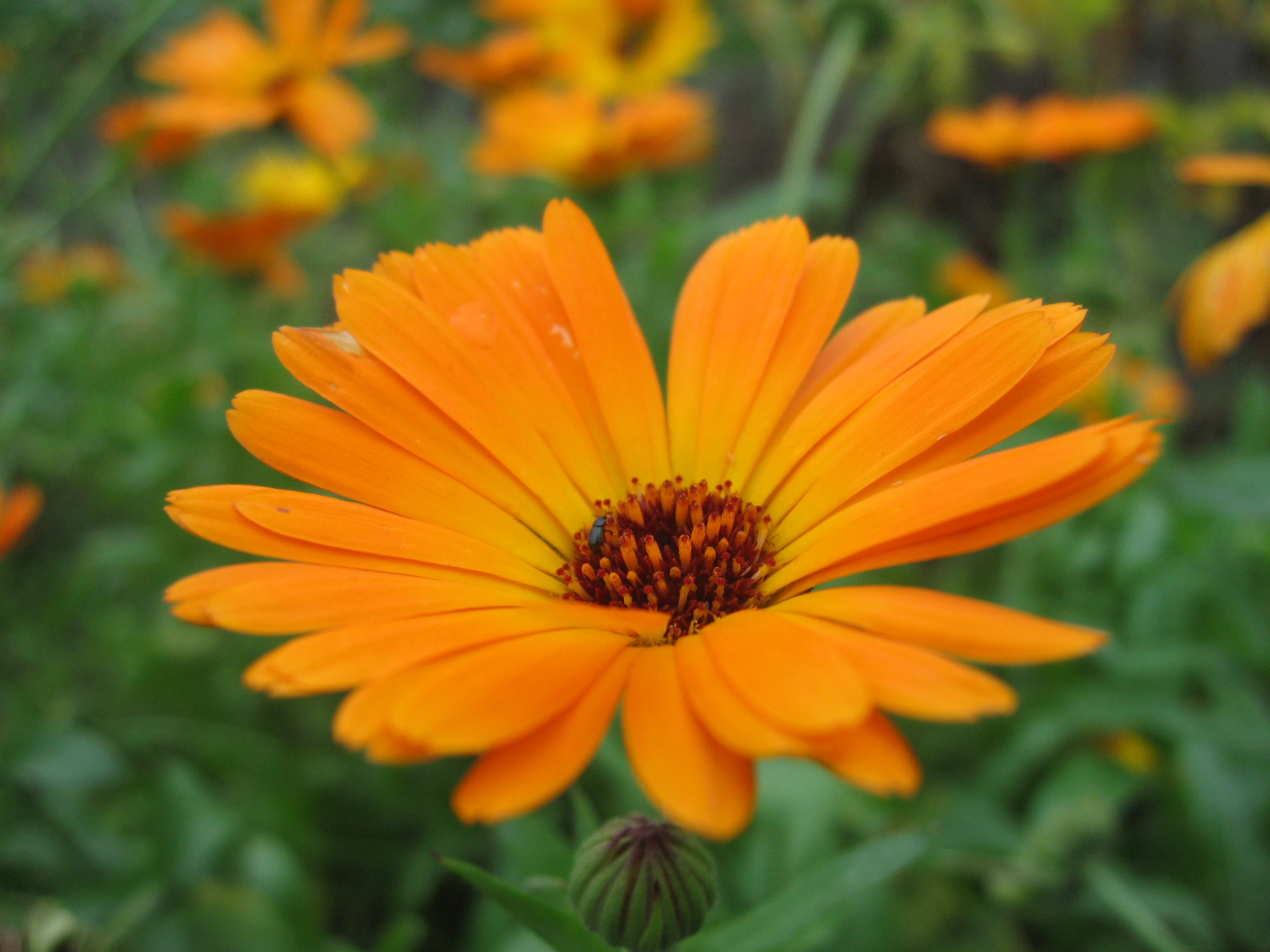
Blütenkörbchen von Dimorphotheca tragus, Syn.: Dimorphotheca aurantiaca mit Zungen- und Röhrenblüten
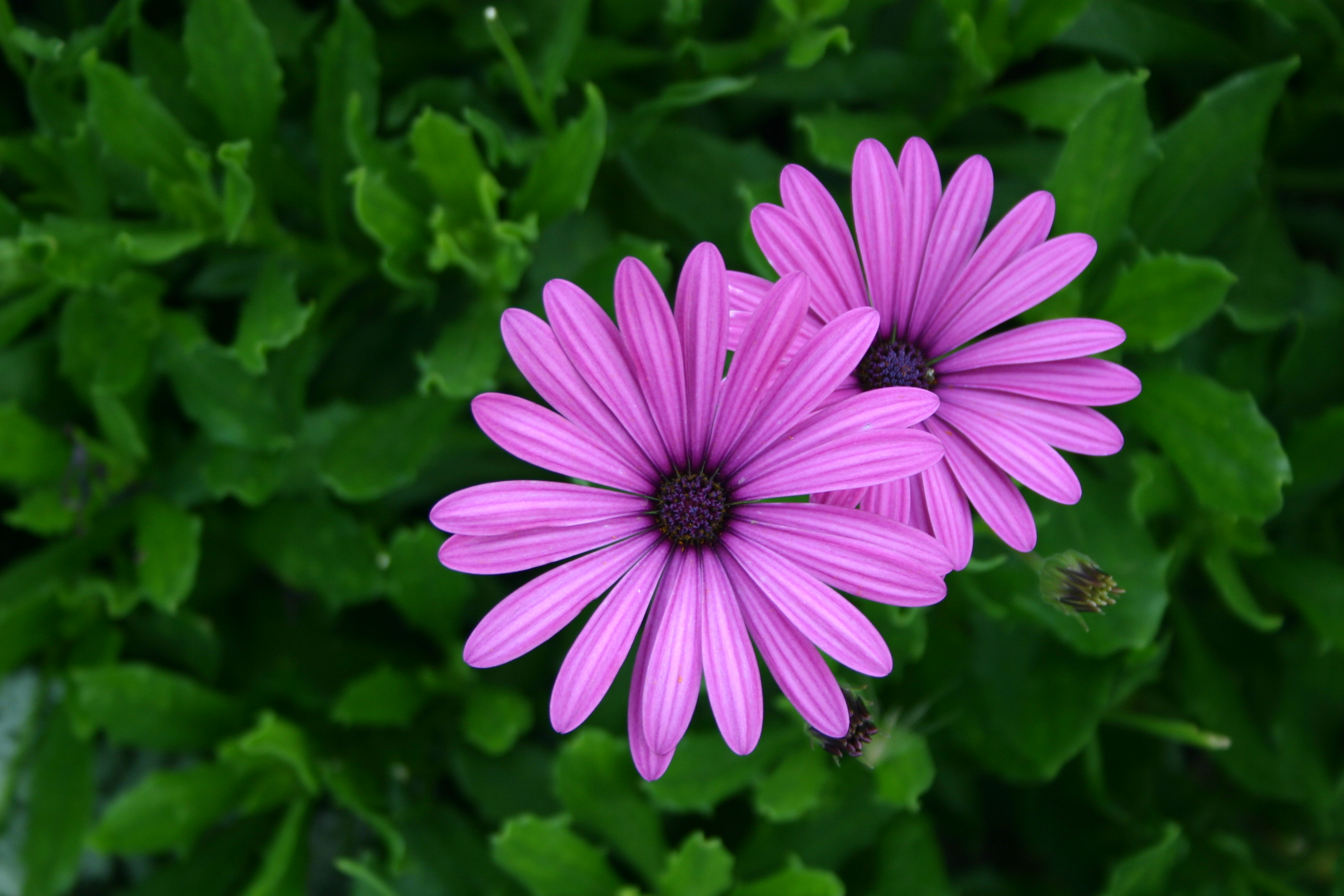
Blütenkörbe von Dimorphotheca barberae
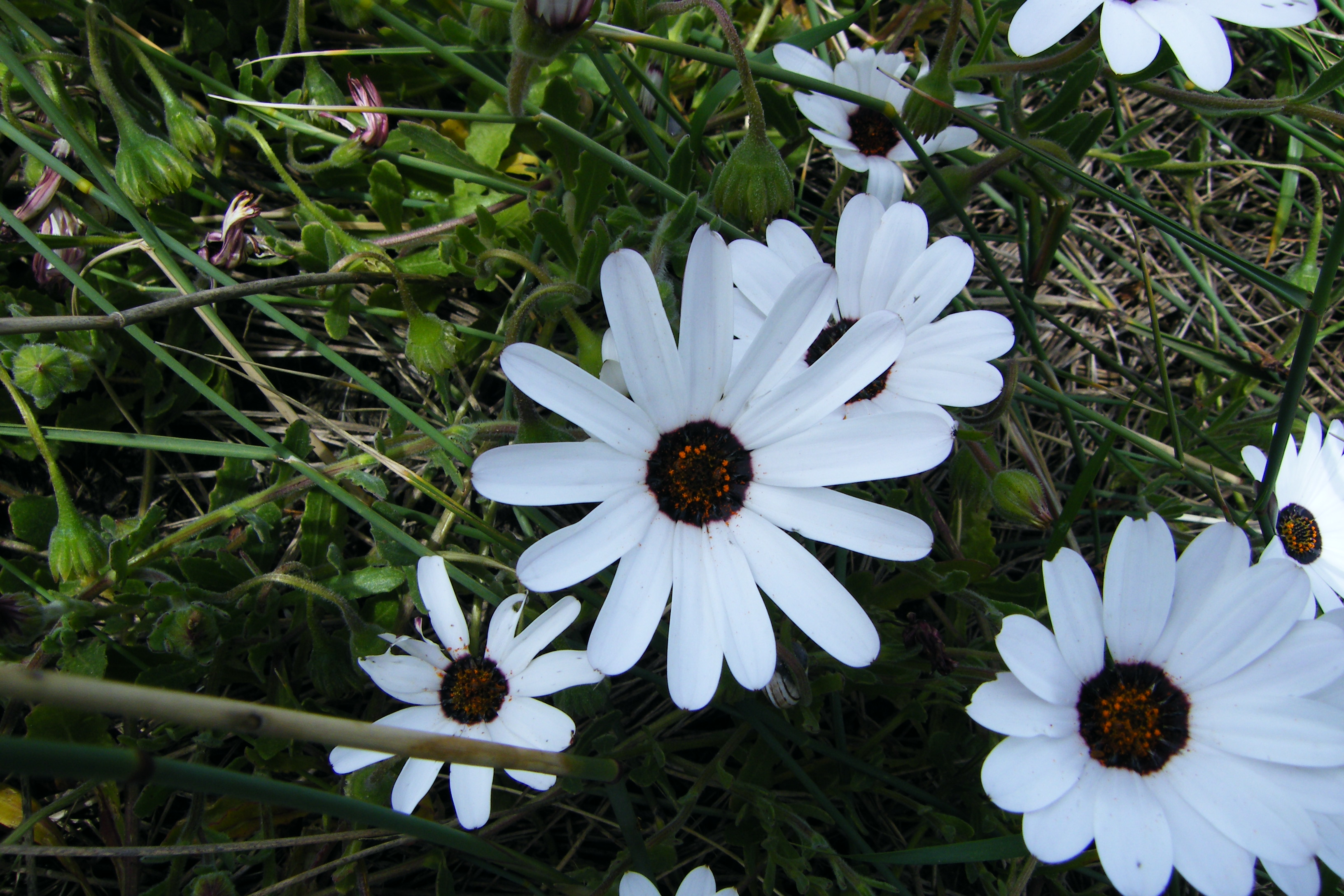
Dimorphotheca pluvalis
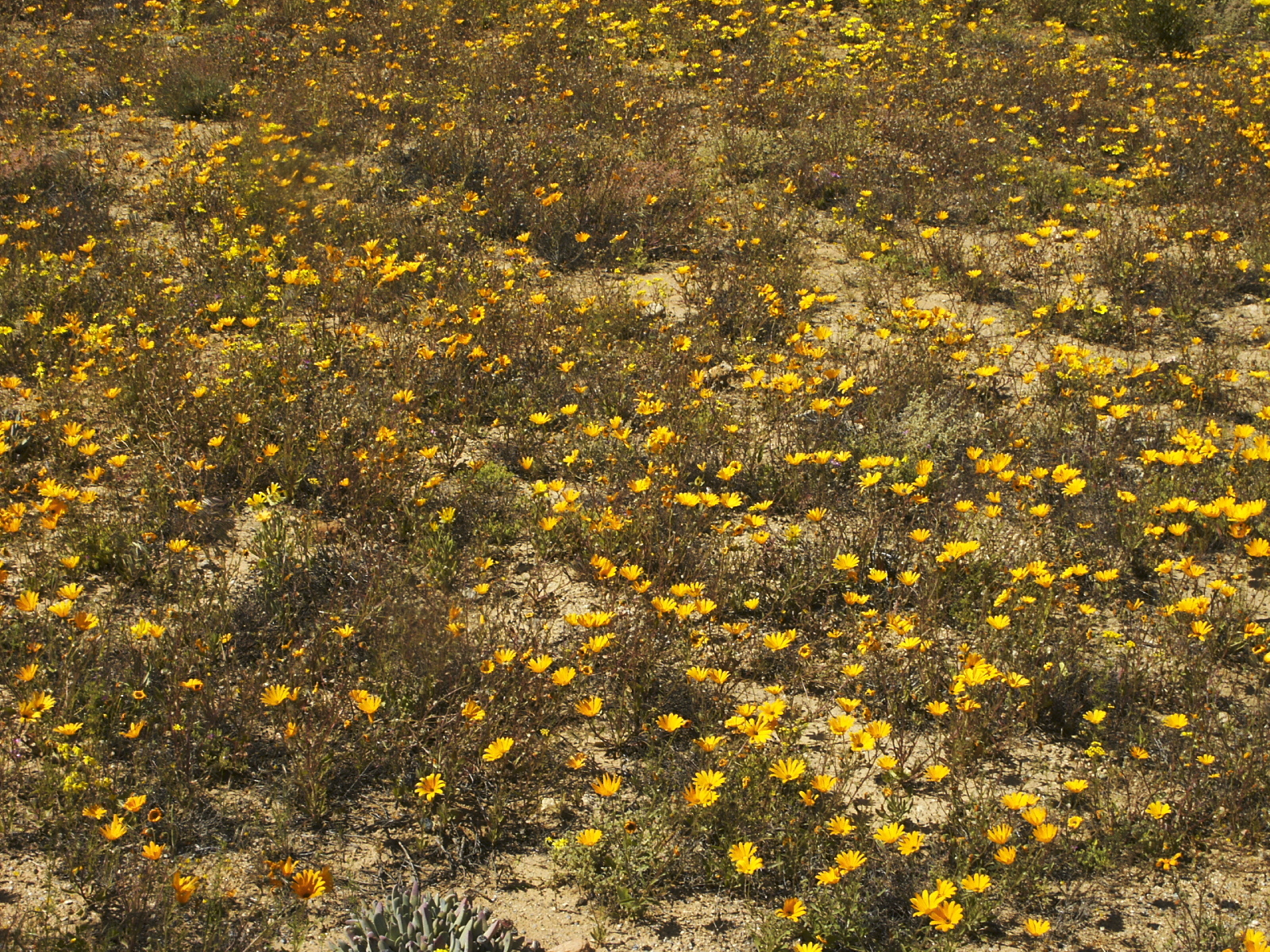
Buschige Kapringelblume (Dimorphotheca sinuata) am Naturstandort

Osteospermum-Arten:

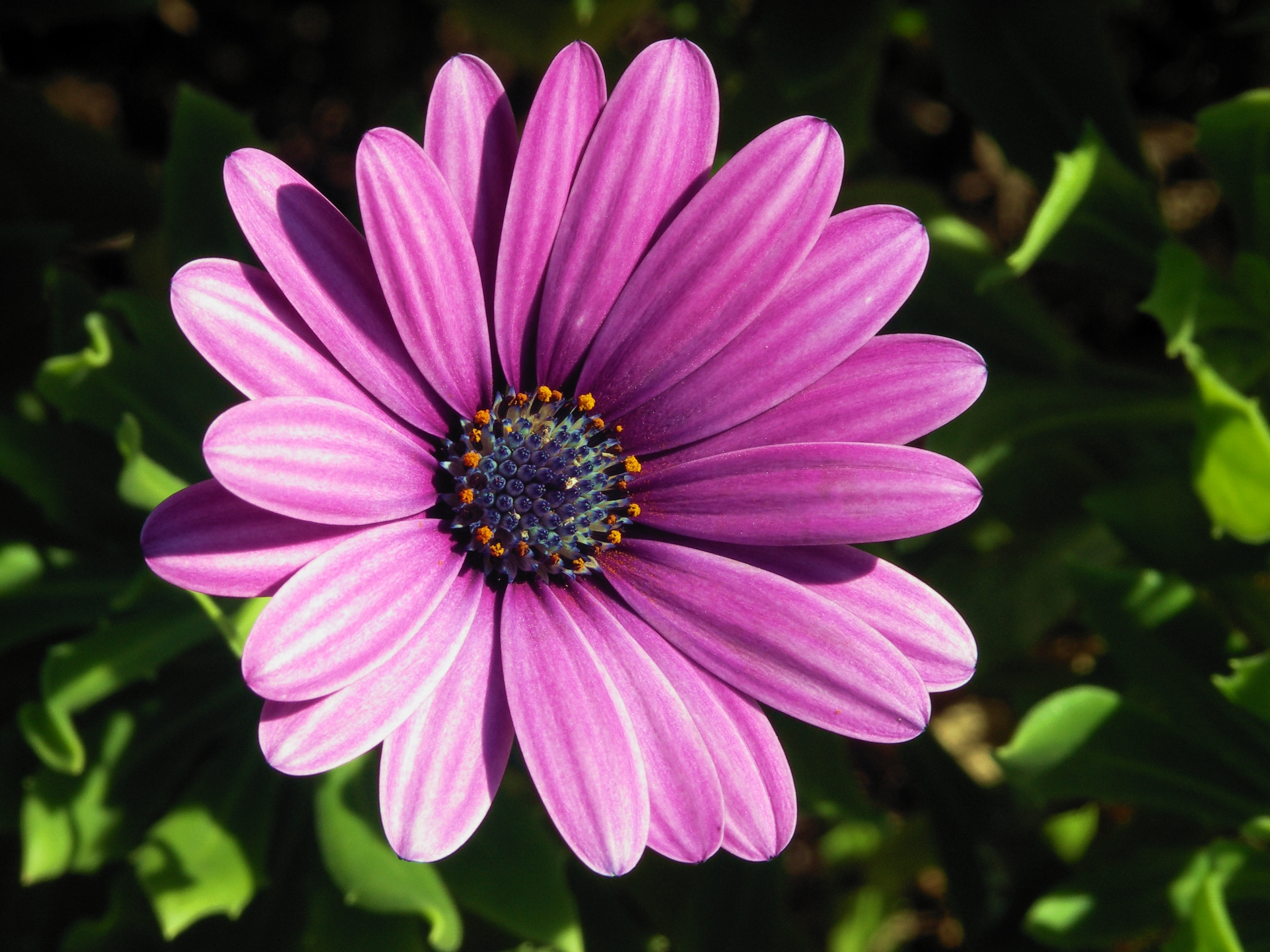
Blütenkorb einer Sorte von Osteospermum ecklonis mit Zungen- und Röhrenblüten
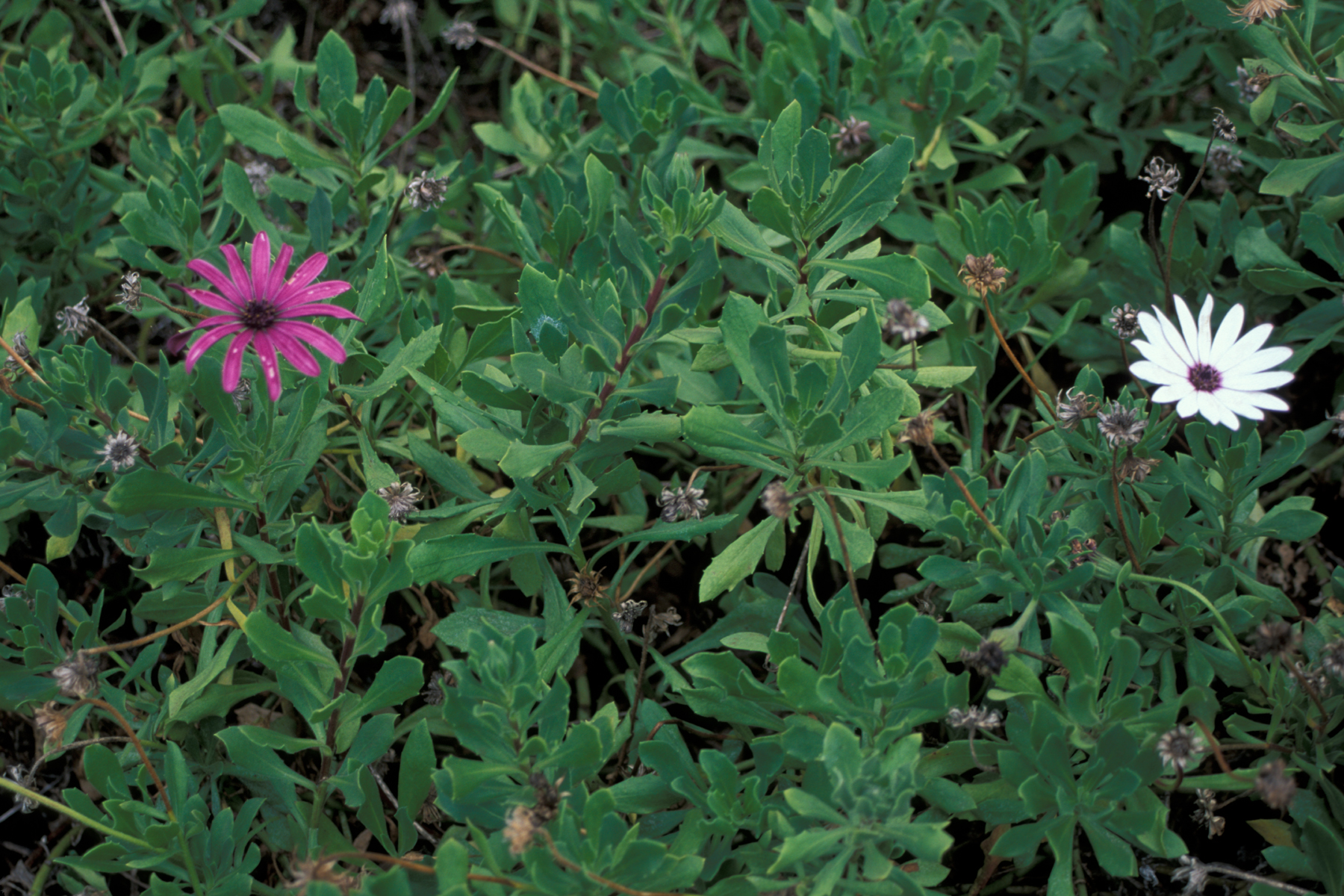
Osteospermum fruticosum